# Aloe sinkatana x ferox
Aloe sinkatana x ferox é uma espécie de liliopsida do gênero Aloe, pertencente à família Asphodelaceae.